# Michael Studer
Michael Studer (* 12. Dezember 1940 in Thun; † 2. April 2024 in Bern, Schweiz) war ein Schweizer Pianist.

## Leben und Karriere
Michael Studer wuchs in einem musisch und kulturell anregenden Elternhaus auf. Sein Vater wirkte als Rektor des Gymnasiums Thun und Interlaken. Seine Mutter war eine Pianistin, die allerdings nicht öffentlich auftrat. Er begann seine pianistische Ausbildung am Berner Konservatorium bei Suzanne Eggli, setzte sie von 1960 bis 1962 am Conservatoire National Supérieur de Musique de Paris bei Yvonne Lefébure fort und ging dann als Privatschüler zu Richard Hauser nach Wien. Die Vervollkommnung seines Spiels erfolgte in Meisterkursen bei Bruno Seidlhofer in Köln und Géza Anda in Luzern. Studer wurde 1962 erster Preisträger des Klavierwettbewerbs des Pariser Konservatoriums und gewann anschliessend weitere Preise beim Grossen Pembaur-Wettbewerb Bern sowie dem Concours Musical International de Montréal. Ausserdem erhielt er den Kulturpreis der Stadt Thun.
Studers Klavierspiel ist durch technisch souveräne Interpretation, Texttreue, strukturelle Klarheit, rhythmische Prägnanz und hohe klangliche Sensibilität gekennzeichnet. Er vermeidet jegliche Sentimentalität oder Affektiertheit des Ausdrucks. Dank der Konzentration auf die Darstellung des musikalischen Gehalts wird Studer den unterschiedlichsten stilistischen Anforderungen von Klaviermusik zwischen Bach und Ravel in exemplarischen Einspielungen gerecht. Er führt damit die von Edwin Fischer und Paul Baumgartner vertretene Linie grosser Schweizer Pianisten im 20. Jahrhundert fort.
Ab Mitte der 1960er Jahre trat Studer regelmässig als Solist an Schweizer Musikfestivals auf, so am Festival Tibor Varga (Sion), dem Festival Yehudi Menuhin (Gstaad), den Internationalen Musikfestwochen Luzern (heute Lucerne Festival) sowie den Internationalen Junifestwochen Zürich (heute Festspiele Zürich). Studer arbeitete mit international renommierten Dirigenten zusammen, darunter Charles Dutoit, Zdeněk Mácal, Paul Klecki, Armin Jordan, Wolfgang Sawallisch, Erich Leinsdorf, Esa-Pekka Salonen, Rafael Frühbeck de Burgos, Fritz Rieger, Herbert Blomstedt, Gerd Albrecht und Antal Doráti.
2001 musste Studer seine Konzerttätigkeit sowie seine Professur am Berner Konservatorium aufgrund eines chronischen Gehörleidens aufgeben. 2024 schied er mit Exit (Schweiz) freiwillig aus dem Leben.

## Einspielungen
Michael Studer spielte für das von ihm gegründete Schallplatten-Label Luna ab Ende der 1960er Jahre auf fünf LPs Solowerke von Brahms, Chopin, Debussy, Liszt, Mozart, Ravel, Schubert und Schumann ein. Weitere Aufnahmen folgten bei verschiedenen Schweizer Labels. Bei Jecklin erschien eine LP mit Melodramen von Strauss, Nietzsche und Liszt; sein künstlerischer Partner als Sprecher war Gert Westphal. Für Claves Records nahm Studer Werke von Bach, Haydn, Mozart (Klavierkonzerte Nr. 9, 11 und 12 mit Helmut Müller-Brühl), Rachmaninow und Schumann auf. Seine letzte Einspielung, 1999 von Müller & Schade produziert, galt Werken Chopins.
2007 veröffentlichten Claves Records eine repräsentative Auswahl von Michael Studers Einspielungen aus den Jahren 1971 bis 1999 unter dem Titel Michael Studer – The Legacy, ergänzt um zwei Konzertmitschnitte des Schweizer Rundfunks mit Ravels Klavierkonzert G-Dur (unter Sawallisch und dem Orchestre de la Suisse Romande) und dem Klavierkonzert Nr. 2 g-moll von Camille Saint-Saëns (unter Rieger und dem Orchestre de Chambre de Lausanne).